# Voľa

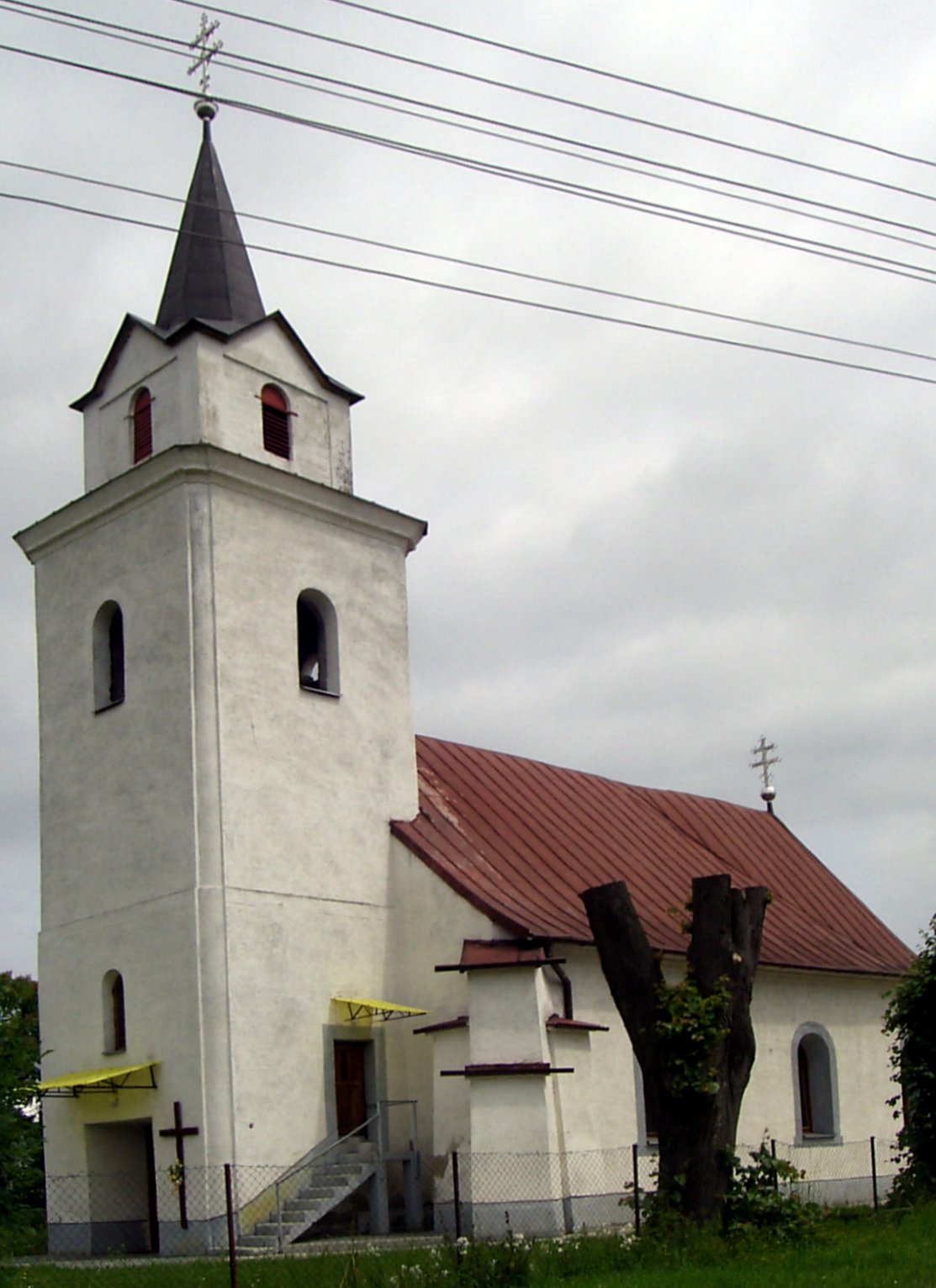
Kasteel

Voľa (Hongaars: Laborcfalva) is een Slowaakse gemeente in de regio Košice, en maakt deel uit van het district Michalovce.
Voľa telt 250 inwoners.